# 梅嶺院
梅嶺院（ばいれいいん、寛永20年6月11日（1643年7月26日） - 宝永元年8月8日（1704年9月20日））は、江戸時代中期の女性。高家・吉良義央の正室。俗名は上杉富子。米沢藩4代藩主・上杉綱憲の実母、また自身の孫（綱憲次男）である吉良義周の養母。晩年、夫の義央が赤穂浪士に討たれる赤穂事件と、それに関わる吉良家の改易処分に直面した。

## 生涯

### 出生から縁組まで
寛永20年（1643年）、第2代出羽米沢藩主・上杉定勝の四女として生まれる。母は生善院（近衛家家司・斉藤本盛娘）。幼名は参姫（三姫）。
万治元年（1658年）4月14日、高家旗本吉良義冬の公子・義央に嫁いだ。30万石の国主大名上杉家の姫が、四位の高家とはいえ石高でいえば4200石しかない旗本・吉良家に嫁ぐというのは大変異例であった（富子の姉たちは肥前佐賀藩主・鍋島光茂や加賀大聖寺藩主・前田利治などに嫁いでいる）。家臣からも反対者が出たが、この縁組は江戸幕府からの命令であったため拒否できなかった。また、兄・綱勝が保科正之の娘を正室に迎えていたとはいえ、有力幕閣と縁戚関係の少なかった上杉家にとって、大老・酒井忠勝を大叔父に持つ義央との婚姻は貴重であった。さらに、吉良家が室町時代からの婚姻関係によって扇谷上杉家・八条上杉家の血を引いているという事情もあった。

### 吉良家の正室として
吉良家に嫁いだ後、富子と改名する。義央との間には二男四女に恵まれた。長男・吉良三之助（後の上杉綱憲）は綱勝の養子に入って上杉家を相続し、長女・鶴姫は綱憲の養女に入って70万石の薩摩藩主・島津綱貴に嫁いだ。三女・阿久理姫と四女清姫も綱憲の養女となり、それぞれ旗本・津軽政兕と旗本・酒井忠平（忠平は急死したため、代わって公家・大炊御門経音）に嫁いでいる。一方、次男・吉良三郎と次女・振姫は夭折した。特に三郎の死は吉良家に世継ぎが居なくなったことを意味していたため、元禄元年（1688年）12月に綱憲の次男・上杉春千代（後の吉良義周）を養子に迎えた。
上杉家の力に頼るところが大きい吉良義央は、当然のことながら妻の富子をことのほか大切にしたとされる。富子が眼病を患って、その治癒の祈祷のため身延山久遠寺に赴いた時、もし自分の病気が快癒すれば同寺の七面天女を一生の守り本尊とすることと、夫の領地に新田を開いて供養することを請願し、その後実際に眼病が治る、ということがあった。元禄元年（1688年）に所領の吉良庄で行なわれた大規模な新田開発は、義央が妻の請願を実行するために行なわせたもので、この新田は「富好新田」と名づけられたという伝承がある。ただし神仏に対する請願に自領内の開発を願掛けするのは不合理である上に、自らの名をつけるというのも請願成就の返礼としては不自然であり、そもそも当時の実名敬避俗(実名を敬って避ける習俗)から見ても、貴人の名から一字取ったという話には疑念がある。実際の新田開発はその数年後の元禄3年(1691年)から開始されて数年を要しており、この逸話は戦後に作られた吉良領の塩田開発の創作と同様、伝説の域を出ないものと考えられる。
また、吉良家の剣客として知られる清水一学は、もともと吉良の領地の農民であったが、士分に取り立てて吉良邸で働かせるよう義央に勧めたのは富子であったといわれる（富子は一学に亡き息子・三郎の面影を見たとする説がある）。義央は富子付きの侍女・浅尾局、丹後局などの吉良家に嫁ぐ前から富子に仕えている中臈や、小姓までにも気配りを欠かさなかったという。

### 赤穂事件と晩年
元禄14年（1701年）3月14日、江戸城の松之大廊下にて夫・義央が播磨赤穂藩主・浅野長矩に斬り付けられた（赤穂事件）。浅野長矩は切腹・改易になったものの、吉良家と浅野家遺臣たちの間で緊張状態が発生し、同年8月19日、幕命により吉良家の屋敷は、江戸城のお膝元の呉服橋から本所松阪町へ移された。この時、富子は義央に同道せずに芝白金にある上杉家下屋敷へ移っている。富子は上杉家の中臈の藤波、高野他小姓10名ほどを義央の世話係として本所松坂の吉良邸に入らせている。
本所松阪の屋敷へ同道しなかった理由は諸説あり、離婚説や不仲説（富子が義央に「浅野も腹を切ったのだから、貴方も腹を切ってはどうか」と言って不仲になったとする説が有名）、浅野家遺臣らの討ち入りがあった場合に富子の身に危険があるといけないと案じた義央自身が上杉家へ行くよう指示したという説、新しい屋敷が狭すぎて女中を連れていけなかったので同道しなかったという説などがあるが、いずれも俗説の域を出ていない。
元禄15年12月14日（1703年1月30日）の浅野家遺臣ら（赤穂浪士）が吉良邸を襲い、夫・義央が討たれると、富子は落飾して梅嶺院と号し、その菩提を弔った。そのため、夫婦仲が悪くなったわけではないとする一方、富子は死後に吉良家菩提寺である万昌院ではなく上杉家菩提寺の東北寺に埋葬されたことから、義央と離婚していた、もしくは生前不仲であったとする見方もある。赤穂浪士討ち入り後の元禄16年（1703年）には事件当時の対応が「仕方不届」であることを理由に孫の義周が幕府から改易され、諏訪藩預かりとなる。
宝永元年6月2日（1704年7月3日）には子の綱憲に先立たれ、その2か月後に富子も上杉家下屋敷で死去した。享年62。戒名は梅嶺院清巌栄昌大姉。
2年後の宝永3年（1706年）には義周も配流先の諏訪藩で病死し、吉良家は断絶した。

## 演じた人物
- 夏木マリ（『元禄繚乱』）
- 風吹ジュン（『四十八人目の忠臣』）
- 伊藤かずえ（『日本史サスペンス劇場』）
- ひろみどり（『忠臣蔵〜その義その愛』）